# Polybotrya osmundacea
Polybotrya osmundacea är en träjonväxtart som beskrevs av Alexander von Humboldt, Amp; Bonpl. och Carl Ludwig Willdenow. Polybotrya osmundacea ingår i släktet Polybotrya och familjen Dryopteridaceae. Inga underarter finns listade.